# 科斯塔沃尔皮诺
科斯塔沃尔皮诺（義大利語：Costa Volpino），是意大利贝加莫省的一个市镇。总面积18平方公里，人口9324人，人口密度518.0人/平方公里（2009年）。国家统计（ISTAT）代码为016086。